# Ghost Records
Ghost Records è una casa discografica fondata nel 2002 a Varese da Francesco Brezzi.

## Storia dell'azienda
Ghost Records nacque a Varese nel 2002 dall'iniziativa di Francesco Brezzi con l'apporto di vari elementi della scena musicale varesina e dei collaboratori dello studio di registrazione “Sauna” di Varano Borghi diretto da Andrea Cajelli, nel quale è stata registrata la prima produzione dell'etichetta, una compilazione dal titolo "Ghost Town: 13 Songs from the Lakes County".
Inizialmente parte del lavoro della Gost Records si concentrò nella co-produzione di album con la Gamma Pop (Julie's Haircut, One Dimensional Man, Bartók, Cut) come per esempio nel caso dell'omonimo dei Merci Miss Monroe e The Battle Of Britain - Live In The U.K. dei Cut.
Nel 2004 entrarono nella scuderia della Ghost Records gli One Dimensional Man, gruppo storico dell'indie italiano, e fu dello stesso periodo la produzione dei Grand Transmitter, promessa della scena musicale britannica e prima band non italiana della Ghost Records. Ad essi si sono aggiunti gli statunitensi Saeta (di stanza a Seattle) con il loro quarto lavoro “We Are Wating All for Hope”, registrato e prodotto da Steve Albini.
Nel 2003 nell'organico di Ghost Records si aggiunse Giuseppe Marmina (autore e conduttore del programma radiofonico “Good Morning Captain” su Radio Lupo Solitario, oltre che collaboratore della prestigiosa webzine americana Delusions of Adequacy), che con il marchio Blue Tears introdusse l'etichetta nell'importazione e nella ristampa di titoli stranieri di rilievo di label come Acuarela Discos (Spagna), Ocean Music (Francia) e 62 TV Records (Belgio).
Nel 2004 Ghost Records vinse il premio istituito dalla giuria di qualità del MEI (Meeting delle Etichette Indipendenti) come "Miglior Etichetta Indipendente Italiana".
Tra le band prodotte dall'etichetta vi sono Hot Gossip, Franklin Delano e Canadians.
Il 14 febbraio 2009 Ghost Records pubblica il nuovo album di Dente L'amore non è bello, il primo album in lingua italiana pubblicato dall'etichetta.

## Gruppi di Ghost Records
- Black Eyed Dog
- Calibro 35
- Canadians
- Clark Nova
- Dente
- Edwood
- Encode
- Fiel Garvie
- Franklin Delano
- Grand Transmitter
- Hiroshima Mon Amour
- Hormiga
- Hot Gossip
- Iver & The Driver
- The Lonely Rat
- Melloncek
- Merci Miss Monroe
- Mr Henry
- One Dimensional Man
- Ronin
- Saeta

## Premi
- 2004 - Premio Italiano Musica Indipendente PIMI come Miglior Etichetta al MEI